# Daniele Scoti
Daniele Scoti (noto anche con le varianti Scotti, Scoto e Scotto, ma anche Gario e Rampi; Treviso, 1393 – Padova, 11 luglio 1443) è stato un vescovo cattolico italiano.

## Biografia
Nacque in una famiglia della nobiltà trevigiana che aveva fatto fortuna durante la signoria dei da Camino, figlio di Andrea e di una sorella - probabilmente naturale - di Gabriele Condulmer, futuro papa Eugenio IV. 
Dovette la sua carriera proprio all'influenza dello zio. Dopo aver svolto i primi studi nella città natale, si stabilì a Padova, dove fu forse allievo di Gasparino Barzizza. Si laureò presso all'università locale in diritto canonico nel 1419, avendo come promotori Prosdocimo Conti, Enrico da Alano e Giovan Francesco Capodilista. Nello stesso anno divenne canonico della cattedrale di Treviso.
Nel 1421 assunse la carica di vescovo di Cittanova d'Istria, benché del suo mandato non siano pervenute informazioni degne di nota. Il 7 gennaio 1426 fu nominato vescovo di Parenzo, ma anche di questo periodo non si conoscono dettagli particolari.
Solo dopo l'elezione a pontefice dello zio, nel 1431, assunse incarichi di maggior prestigio. Già nello stesso anno risultava tesoriere apostolico e tale rimase sino al 1441. 
Alla fine dello stesso 1431, dopo essere stato nominato vicario in spiritualibus per la diocesi di Roma, raggiunse il Concilio di Basilea assieme ad una comitiva di trenta persone, recando la bolla con cui il papa decretava lo scioglimento del congresso e il suo trasferimento a Bologna. Prevedendo l'opposizione dei padri conciliari e di diverse potenze europee, lo Scoti adottò una politica prudente se non ambigua: negò di essersi recato a Basilea con il compito di portare la bolla di scioglimento, che comunque non lesse. Improvvisamente si trasferì a Strasburgo, lasciando al decretalista Giovanni Ceparelli l'incarico di consegnare la bolla al legato pontificio Giuliano Cesarini. Al momento della lettura i padri conciliari abbandonarono l'aula e il Ceparelli venne incarcerato; nel frattempo lo Scoti faceva pubblicare la lettera da Strasburgo. Come è noto, nonostante nel 1434 Eugenio IV avesse ritirato la sua opposizione al Sinodo, le tensioni si acuirono ulteriormente sfociando nell'elezione dell'antipapa Felice V.
Il 7 gennaio 1433 venne nominato vescovo di Concordia, carica che mantenne fino alla morte. Anche in questo caso non è noto quasi nulla del suo operato in diocesi. 
Nel 1433 ebbe il mandato di mediare presso Alfonso V d'Aragona circa la successione a Giovanna II d'Angiò nel Regno di Napoli.
Il 6 ottobre 1435 ottenne la nomina più importante, quella di governatore di Bologna. Si trattava di un incarico delicato, essendo il dominio papale sulla città non ancora ben radicato e visti i preparativi nella vicina Firenze per trasferire il Concilio. Evidentemente lo Scoti godeva ancora della piena fiducia dello zio, che ben conosceva le difficoltà del contesto felsineo essendovi stato legato papale sotto papa Martino V. A Bologna, peraltro, era appena fallito un colpo di mano orchestrato dai Canetoli e sostenuta da Filippo Maria Visconti, il quale, successivamente, giunse a un accordo con il pontefice togliendo la propria protezione sulla città.
Scoti si occupò del trasferimento della Curia da Firenze a Bologna (1436-1438), consapevole che la presenza del papa in città avrebbe interrotto i fermenti autonomistici. In questo senso, sospese la magistratura dei gonfalonieri e assunse il controllo sulla distribuzione delle magistrature. Nel 1435, di fronte all'opposizione della fazione dei Canetoli, richiamò in patria il loro principale avversario, Anton Galeazzo Bentivoglio, in esilio da quindici anni.
Scelse come proprio vicario e podestà Baldassarre Baroncelli da Offida, famoso per i suoi metodi violenti. Fu lui, il 23 dicembre 1435, ad arrestare a tradimento e a decapitare il Bentivoglio, che aveva appena incontrato lo Scoti. Quest'ultimo era certamente coinvolto nel piano, se non addirittura il mandante.
In vista del trasferimento di Eugenio IV e del suo seguito si preoccupò di fortificare i luoghi del potere: eresse una grata all'ingresso del palazzo del governatore e riedificò la rocca di Galliera, che era stata rasa al suolo pochi anni prima durante una sommossa antipapale.
Il 22 aprile 1436 il papa entrò a Bologna. La lasciò segretamente nel gennaio 1438, per raggiungere il Concilio a Ferrara. Dopo la sua partenza, i Bolognesi prepararono una nuova ribellione, sotto la guida di Niccolò Piccinino, il quale entrò in città il 20 maggio ottenendo il governatorato. Lo Scoti, asserragliato nel palazzo con pochi fedeli, dovette infine arrendersi e l'indomani raggiunse lo zio a Ferrara.
Da questo momento non si hanno più notizie sul suo conto. Probabilmente rimase vicino al papa, seguendo a Firenze per il Concilio. Sappiamo solo che morì a Padova l'11 luglio 1443 e fu sepolto nella chiesa di Santa Maria in Vanzo.